# Hurro-urartäische Sprachen
Mit Hurro-Urartäisch bezeichnet man eine Sprachfamilie, welche aus den beiden genetisch nahe verwandten Sprachen Hurritisch und Urartäisch besteht. Beide Sprachen sind ausgestorben. Hurritisch wurde bis ins 12. Jh. v. Chr. in Ostanatolien, Nordsyrien und Nordmesopotamien gesprochen, Urartäisch ist vom 9. Jh. bis ins 7. Jh. v. Chr. im Gebiet der heutigen Ost-Türkei und des heutigen Armenien belegt. Es ist vermutet worden, dass die kassitische Sprache, die zwischen dem 18. und dem 4. Jahrhundert im Zagrosgebirge und in Südmesopotamien gesprochen wurde, von der aber nur dürftige Informationen und keine zusammenhängenden Texte vorliegen, zur selben Familie gehört oder mit ihr verwandt ist.
Eine Zuordnung zu einer größeren Sprachfamilie ist bisher nicht gelungen. Eine Verwandtschaft mit den nordostkaukasischen Sprachen, auch bekannt als nachisch-dagestanische Sprachen, ist aber vorgeschlagen worden.

## Charakteristische Eigenschaften
Hurritisch und Urartäisch sind agglutinierende Ergativsprachen. In einer Ergativsprache wird nicht ein fester Kasus für das Subjekt und für das Objekt verwendet, wie das in Akkusativsprachen wie zum Beispiel dem Deutschen der Fall ist, sondern es wird zwischen dem Subjekt eines transitiven Verbes (steht im Kasus Ergativ) und dem Subjekt eines intransitiven Verbes (steht im Kasus Absolutiv) unterschieden. Das direkte Objekt steht dabei meist ebenfalls im Absolutiv. Ein weiteres charakteristisches Merkmal des Hurro-Urartäischen stellt die bei einigen agglutinierenden Sprachen auftretende Suffixaufnahme dar; ein von einem Bezugswort abhängiges Wort (zum Beispiel Genitivattribut) nimmt zusätzlich die Suffixe des Bezugswortes auf.
Die Sprachen wurden hauptsächlich mit Silbenzeichen in Keilschrift geschrieben, Hurritisch in sumerischer Keilschrift, Urartäisch in neuassyrischer Keilschrift. Eine vollständige Rekonstruktion der Aussprache und des Phonem-Vorrates ist nicht möglich, da die Keilschrift ursprünglich nicht für diese Sprachen konzipiert worden ist und deshalb nicht geeignet ist, die Aussprache korrekt wiederzugeben.

## Gegenüberstellung von Hurritisch und Urartäisch

### Wortschatz
Überlieferte Texte des Hurritischen stammen größtenteils aus dem religiösen oder diplomatischen Bereich. Vom Urartäischen kennt man vor allem Monumentalinschriften, welche über Feldzüge berichten. Daraus ergibt sich die Situation, dass, trotz der Verwandtschaft der beiden Sprachen, nur gerade ein Fünftel der urartäischen Verben eine Entsprechung im Hurritischen haben. In diesen Fällen stimmen die Formen dafür praktisch vollständig überein; sie unterscheiden sich meistens nur aufgrund der unterschiedlichen Orthographie und Phonologie – Urartäisch kennt in der Schrift keine Doppelkonsonanz und es gibt aufgrund der schriftlichen Zeugnisse keinen Beleg für den Vokal -o-, stattdessen wird -u- verwendet.
| Hurritisch  | Urartäisch | Bedeutung                   | Bedeutung                   |
| ----------- | ---------- | --------------------------- | --------------------------- |
| Hurritisch  | Urartäisch | Hurritisch                  | Urartäisch                  |
| ag-         | ag-        | aufgreifen                  | führen, lenken              |
| ale-        | al-        | sagen                       | sagen                       |
| am-         | am-        | brennen                     | brennen                     |
| ar-         | ar-        | geben                       | geben                       |
| ašḫ-        | ašḫ-       | ein Opfer darbringen        | ein Opfer darbringen        |
| tor(u)bi    | durb-      | Feind                       | feindlich werden            |
| ḫa-         | ḫa-        | nehmen                      | nehmen                      |
| ḫaž-        | ḫaš-       | hören                       | hören                       |
| ḫud-        | ḫut+i(y)   | erheben                     | beten                       |
| kol-        | kul-       | lassen                      | lassen                      |
| mann-       | man-       | sein                        | sein                        |
| naḫḫ-       | naḫ-       | absitzen                    | absitzen                    |
| un-         | nun-       | kommen                      | kommen                      |
| pic-        | piṣuše     | sich freuen                 | Freude                      |
| šatt-       | šat-       | nehmen                      | nehmen                      |
| tan-        | tan-       | machen, tun                 | machen, tun                 |
| tive        | ti-        | Wort                        | sprechen                    |
| urb-        | urb-       | schlagen                    | schlagen                    |
| uštanni     | ušt-       | Krieger                     | zum Krieg ausziehen         |
| atta(i)     | ate-       | Vater                       | Vater                       |
| p/faba      | babani     | Gebirge                     | Gebirgsregion               |
| edi         | edi-       | Person, Körper              | Person, Körper              |
| evri        | euri       | Herr                        | Herr                        |
| evrišše     | euriše     | Herrschaft                  | Herrschaft                  |
| ḫari        | ḫari       | Weg, Straße                 | Weg, Straße                 |
| ḫuradi      | ḫuradi     | Krieger                     | Krieger                     |
| e/išave     | išani      | gegenüberliegende Seite     | gegenüberliegende Seite     |
| ištani      | ištini     | drinnen, in der Mitte, dort | drinnen, in der Mitte, dort |
| ugri        | kuri       | Fuss                        | Fuss                        |
| pilli/a     | pili       | Kanal                       | Kanal                       |
| purame      | p/bura     | Sklave                      | Sklave                      |
| kargarni    | qarqarani  | (Militärischer Gegenstand)  | Kettenhemd                  |
| šawala      | šali       | Jahr                        | Jahr                        |
| še/ugurni   | šeḫ(i)ri   | Leben                       | lebendig                    |
| šuge        | šuḫi       | neu                         | neu                         |
| šauri       | šuri       | Waffe                       | Waffe                       |
| tarmani     | tarmani-   | Quelle, gut                 | Quelle, gut                 |
| taržu(w)ani | taršuani   | Mensch                      | Mensch                      |
| tižni       | tišnu/i    | Herz                        | (Körperteil), Herz?         |
| oli         | uli        | ein anderer                 | ein anderer                 |
| marianni    | mari-      | (Kriegerkaste in Mittani)   | (Kriegerkaste in Mittani)   |
| wandan(n)i  | andani     | rechts                      | rechts                      |
| sapḫali     | salmatḫi   | links                       | links                       |

### Nominalmorphologie
In der Nominalmorphologie zeigt sich eine weitgehende Übereinstimmung der Formen im Hurritischen und Urartäischen. Eine Gegenüberstellung der Kasussuffixe bietet die untenstehende Tabelle. Die hurritischen Formen sind regelmäßig so gebildet, dass ein Pluralmarker -(a)š- vor die Kasusendung des Singulars tritt. Dieser Pluralmarker ist im Urartäischen nicht mehr produktiv und findet sich nur noch in erstarrten Formen wie des Direktiv Plural -šte und des Ablativ Plural -štane.
| Kasus                  | Hurritisch | Hurritisch | Urartäisch   | Urartäisch |
| ---------------------- | ---------- | ---------- | ------------ | ---------- |
| Kasus                  | Singular   | Plural     | Singular     | Plural     |
| Absolutiv              | -Ø         | -Ø, -lla   | -Ø           | -li, -Ø    |
| Ergativ                | -š         | -(a)šuš    | -še          | -še        |
| Genitiv                | -ve        | -(a)še     | -i, -ie, -ei | -we        |
| Dativ                  | -va        | -(a)ša     | -e           | -we        |
| Direktiv               | -da        | -(a)šta    | -edi         | -edi, -šte |
| Essiv/Lokativ          | -a         | -a, -(a)ša | -a           | -a         |
| Ablativ                | -dan       | -(aštan)   | -tane        | -štane     |
| instrumentaler Ablativ | -ni, -ne   | -(a)šani/e | -ni, -ne     | -ni, -ne   |
| Komitativ              | -ra        | -(a)šuna   | -rani        | -rani      |
| Assoziativ             | -nni       |            |              |            |
| Äquativ I              | -oš        |            |              |            |
| Äquativ II             | -nna       | -(a)šonna  |              |            |
| Instrumentalis         | -ae        |            |              |            |
| e-Kasus                | -e         |            |              |            |

Als Suffixe an ein Substantiv treten unter Umständen – in dieser Reihenfolge – ein bestimmter Artikel, ein enklitisches Possessivpronomen, dann das Kasussuffix, und im Falle der Suffixaufnahme schließen sich dann noch die aufgenommenen Suffixe an. Der bestimmte Artikel und das Possessivpronomen stimmen in den beiden Sprachen des Hurro-Urartäischen weitgehend überein.

### Verbalmorphologie
Bei der Verbalmorphologie ergeben sich größere Unterschiede zwischen dem Hurritischen und dem Urartäischen, wobei gerade bei letzterer Sprache die Struktur des Verbes noch nicht so klar ist. Grundsätzlich stellt sich die Morphologie jedoch so dar, dass an die Verbwurzel eine Reihe von Wurzelerweiterungen treten können, welche zum Teil in beiden Sprachen übereinstimmen, aber in ihrer Bedeutung noch nicht geklärt sind. Unterschieden wird zwischen dem transitiven Verb (Markierung -o-/-u-) und dem intransitiven Verb (Markierung -a-). Eine Reihe von weiteren Suffixen bezeichnen Tempus und Modus, wobei die modalen Formen noch nicht gut verstanden sind. Im Urartäischen werden Negationen durch selbständige Negationspartikeln ausgedrückt, eine Tempus-Unterscheidung ist nicht bekannt, allenfalls haben einige Modalformen eine futurale Nuance. Ans Ende treten schließlich Ergativ- und Absolutivsuffixe, die Kongruenz zu den entsprechenden Satzgliedern herstellen.
Die angegebenen Ergativendungen bezeichnen den Agens eines transitiven Verbes im Indikativ. Bei modalen Formen kommen an Stelle des Ergativsuffixes andere Agensmarkierungen zum Einsatz. Absolutivsuffixe bezeichnen das direkte Objekt des transitiven Verbes oder das Subjekt des intransitiven Verbes.
| -kkV- (intrans.)          |
| -va-, -ma-, -ud- (trans.) |

| -affu/-av, -o, -a |
| -avša, -aššo, -ta |

| -t(ta), -m(ma), -n(na)   |
| -til(la), -f(fa), -l(la) |

## Verwandtschaft mit den nachisch-dagestanischen Sprachen
Der bis heute einzige umfassende Versuch, die Sprachen Hurritisch und Urartäisch als Teil der nachisch-dagestanischen Sprachfamilie darzustellen, findet sich in der Arbeit von Igor Djakonow und Sergei Starostin aus dem Jahre 1986. Obwohl die Arbeit in der Fachwelt viel Beachtung und auch Anerkennung fand, besteht nach wie vor kein Konsens darüber, ob Hurro-Urartäisch nun tatsächlich eine Untereinheit der nachisch-dagestanischen Sprachen sei. Zum Teil liegt das darin begründet, dass Djakonow und Starostin sich in ihrer Arbeit auf eine eigene Rekonstruktion einer proto-hurro-urartäischen und einer proto-nachisch-dagestanischen Sprache stützen, ohne auf konkurrierende andere Rekonstruktionen einzugehen oder die ihre ausführlich zu erläutern. Viele Linguisten sehen zudem die angeführten Ähnlichkeiten der Morphologie als ungenügend an und führen Übereinstimmungen beim Wortschatz nicht auf genetische Verwandtschaft, sondern auf Lehnwörter zurück und erklären die Ähnlichkeiten durch gegenseitige Beeinflussung aufgrund geografischer Nähe.

### Wortschatz
Djakonow und Starostin geben insgesamt 168 verschiedene Wörter mit ihren Entsprechungen im Hurro-Urartäischen und in den nachisch-dagestanischen Sprachen an, allerdings bezeichnen sie selbst in einem Drittel der Fälle die Korrespondenz als unklar. Die Zahl der Entsprechungen ist verhältnismäßig hoch, wenn man berücksichtigt, dass der Wortschatz des Hurritischen und erst recht der des Urartäischen nur lückenhaft überliefert ist und nur von ca. 300 urartäischen Wortstämmen die Bedeutung bekannt ist.
Bei kulturellen, geografischen und militärischen Begriffen ist es problemlos möglich, dass sie als Lehnwörter den Weg in die Sprache gefunden haben. Bei Wörtern des Grundwortschatzes ist eine zufällige Übereinstimmung aber eher unwahrscheinlich, was in diesem Fall auf eine Verwandtschaft des Hurro-Urartäischen mit den nach-dagestanischen Sprachen hindeutet. Kritiker (u. a. Smeets) weisen jedoch darauf hin, dass die Anzahl der sicher zum Grundwortschatz gehörenden Begriffe, welche sowohl im Hurritischen wie im Urartäischen und in mindestens zwei nachisch-dagestanischen Sprachen bezeugt sind, relativ gering ist, nämlich nur gerade 12 von 168. Da der Wortschatz aber noch unzureichend bekannt ist, stellt dies kein prinzipielles Hindernis dar, reicht aber noch nicht zu einem Nachweis der Verwandtschaft aus.
Die untenstehende Tabelle gibt einige Beispiele dieser Korrespondenzen wieder. Im oberen Teil der Tabelle stehen Wörter des Grundwortschatzes, im unteren, durch eine gestrichelte Linie abgetrennten Teil Wörter, die auch als Lehnwörter ihren Weg in die Sprache gefunden haben könnten. Bei den nach-dagestanischen Sprachen werden exemplarisch nur die beiden Sprachen Tschetschenisch und Awarisch aufgeführt. Bei der Rekonstruktion der Protosprachen werden unbekannte Vokale durch V gekennzeichnet.
| Hurro-Urartäisch | Hurro-Urartäisch | Hurro-Urartäisch | Hurro-Urartäisch | Nach-Dagestanisch | Nach-Dagestanisch | Nach-Dagestanisch | Nach-Dagestanisch |
| ---------------- | ---------------- | ---------------- | ---------------- | ----------------- | ----------------- | ----------------- | ----------------- |
| Proto-           | Hurritisch       | Urartäisch       | Bedeutung        | Proto-            | Tschetschenisch   | Awarisch          | Bedeutung         |
| *sawal-          | sawale           | šali             | Jahr             | *swyrHo           | šo Gen. šera-n    | -asra-y-ab-       | Jahr/alt          |
| *un(-un)-        | un-              | nun-             | kommen           | *ʔV-ʔwVn          | –                 | ʔine              | kommen/gehen      |
| *ḫenne           | ḫenne            | ḫeni             | jetzt            | *hVnV             | hin-ca            | –                 | jetzt             |
| *as-             | as-              | aš-              | sitzen           | *ʔV(r)swV         | -is-              | –                 | bleiben/sitzen    |
| *ag-             | ag-              | ag-              | führen, bringen  | *ʔVrkʔV           | -ig-a             | –                 | weg-/anführen     |
| *qawr-           | ḫawr             | qiura            | Erde             | *qwyʔrV           | qa                | ḫur               | Feld              |
| *iṭ-             | it-              | –                | gehen            | *ʔiṭ(-Vr)-        | id-               | ṭ-ur-ize          | laufen, rennen    |
| *sêr-            | sere             | –                | Abend, Westen    | *swVrV            | süjr-ē            | sor-do            | Abend/Nacht       |
| –                | šukko            | šwuši (ord.)     | 1                | *cə(hə)           | cḥa               | co                | 1                 |
| *šin-            | šini             | šiši             | 2                | –                 | ši-               | ša                | 2                 |
| *qi-             | kike             | –                | 3                | −                 | qo-               | kiqo              | 3                 |
| *pîl-            | pala             | pili             | Kanal            | *ʔī-pīl1V         | apari             | –                 | Leitung/Rinne     |
| *aqarq-          | –                | aqarqi           | (Hohlmaß)        | *qqwV(r)qV        | pḫēɤa             | –                 | Gefäß, Krug       |

### Typologie und Morphologie
Alle bekannten nachisch-dagestanischen Sprachen sind Ergativsprachen, ebenso trifft dies auf Hurritisch und Urartäisch zu. Allein diese Übereinstimmung rechtfertigt natürlich noch lange keine Verwandtschaft, stellt aber ein praktisch notwendiges Kriterium dar. Hurritisch und Urartäisch verwenden zur Wortbildung und zur Kennzeichnung grammatikalischer Eigenschaften nur Suffixe. In den nachisch-dagestanischen Sprachen werden zusätzlich auch Klassen- bzw. Geschlechtspräfixe verwendet. Vom Prinzip der Unterscheidung verschiedener Klassen ist dagegen im Hurro-Urartäischen nichts zu finden. Hurritisch müsste bei einer Abspaltung vom Proto-Nachisch-Dagestanischen, die auf das 4. Jt. v. Chr. veranschlagt wird, innerhalb eines Jahrtausends, also relativ kurzer Zeit, dieses typische Merkmal verloren haben. Für das Hurro-Urartäische typisch ist die sogenannte Suffixaufnahme, welche sich auch bei einigen – aber nicht bei der Mehrzahl – nachisch-dagestanischen Sprachen findet.

#### Nominalmorphologie
| Position              | 0      | 1       | 2                 | 3            | 4           |
| --------------------- | ------ | ------- | ----------------- | ------------ | ----------- |
| Hurro-Urartäisch      | Wurzel | Artikel | Possessivpronomen | Pluralmarker | Kasusmarker |
| Nachisch-Dagestanisch | Wurzel | –       | –                 | Pluralmarker | Kasusmarker |

Für die Funktion des bestimmten Artikels -n- im Hurro-Urartäischen findet sich im Nachisch-Dagestanischen keine Entsprechung; ebenso gibt es dort keine suffigierten Possessivpronomina. Als Pluralmarker kommt im Hurritischen -aš-, im Urartäischen meistens -li- (in erstarrten Formen auch -(a)š-) zum Einsatz. Mögliche rekonstruierte proto-nachisch-dagestanische Pluralmarker sind *-rV-, *-pV- und *-tV-, welche keine phonetische Entsprechung im Hurro-Urartäischen besitzen.
|           | Hurro-Urartäisch | Nachisch | Lesgisch |
| --------- | ---------------- | -------- | -------- |
| Ergativ   | -š(e)            | -sV      | k. Ü.    |
| Absolutiv | -Ø               | -Ø       | k. Ü.    |
| Direktiv  | -da/-ta          | k. Ü.    | -di      |
| Lokativ   | -a               | k. Ü.    | -a/-e    |
| Komitativ | -ra              | k. Ü.    | -ra      |

Für verschiedene Kasussuffixe finden sich phonetisch übereinstimmende Suffixe mit vergleichbarer Funktion in verschiedenen nach-dagestanischen Sprachen. Es macht jedoch keinen Sinn, Kasussuffixe aus dem Hurro-Urartäischen mit Suffixen aus jeweils verschiedenen Sprachen zu vergleichen; die Übereinstimmungen könnten dann sehr leicht rein zufälliger Natur sein. Deshalb werden hier nur Nachisch und Lesgisch, die beiden Sprachenunterfamilien mit den insgesamt besten Entsprechungen, aufgelistet.
Insgesamt unterstützt der Vergleich der Nominalmorphologie eine Verwandtschaft eher nicht.

#### Pronomina
Urartäische Pronomina sind nur wenige bekannt, auch von den hurritischen Pronomina kennt man nicht alle Formen. Vereinzelt gibt es phonetische Übereinstimmungen mit Pronomen im Proto-Nachisch-Dagestanischen, aber keine funktionelle Übereinstimmung. Die enklitischen Formen des Hurro-Urartäischen haben keine Entsprechungen in den nachisch-dagestanischen Sprachen.

#### Verbmorphologie
Ein Vergleich der Verbmorphologie wird dadurch erschwert, dass sich bereits deutliche Unterschiede zwischen dem hurritischen und dem urartäischen Verbum zeigen. Wesentlich ist aber das Fehlen von Genus-Präfixen, welche in den nach-dagestanischen Sprachen eine grammatikalische Übereinstimmung des transitiven Verbums mit dem direkten Objekt beziehungsweise des intransitiven Verbums mit dem Subjekt anzeigen. In den lesgischen Sprachen ist diese Markierung verloren gegangen, weshalb dies kein prinzipielles Hindernis für eine Verwandtschaft darstellt; allerdings würde es dann auch bedeuten, dass diese Neuerung gegenüber den anderen nach-dagestanischen Sprachen im Hurro-Urartäischen in relativ kurzer Zeit eingeführt worden wäre.
Als Entsprechungen für Morpheme finden sich bei den Tempusmarkierungen für das Hurritische -ed- das Awaro-Andische -d- (beide Präteritum). Bei den Negationen stehen sich die hurritischen Suffixe -va- sowie -k- und die Proto-Nacho-Dagestanischen *-ʕ(w)- sowie *-k(k)- gegenüber. Die konditionale Agens-Endung -ewa- im Hurritischen hat eine Übereinstimmung *-awa- im Proto-Andischen. Insgesamt sind die Übereinstimmung jedoch nicht besonders groß. Zieht man noch die unterschiedlichen Morphologien des Verbums im Hurro-Urartäischen selbst in Betracht, lässt dieser Vergleich der Verbmorphologie kaum Schlüsse zu, ob eine Verwandtschaft besteht oder nicht. Die genannten Entsprechungen können zudem rein zufällig sein, insgesamt überwiegen klare Abweichungen.

### Hurritisch und Urartäisch
- Erlend Gehlken: Ein Skizzenblatt zum urartäischen Verbum. In: N.A.B.U., Paris 2000: Nr. 29.
- Joost Hazenbos: Hurritisch und Urartäisch. In: Michael P. Streck (Hrsg.): Sprachen des Alten Orients. Wissenschaftliche Buchgesellschaft, Darmstadt 2005, ISBN 3-534-17996-X.
- Ernst Kausen: Hurritisch und Urartäisch; Grammatische Skizze des Hurritischen; Grammatische Skizze des Urartäischen. In: Die Sprachfamilien der Welt. Teil 1: Europa und Asien. Buske, Hamburg 2013, ISBN 978-3-87548-655-1, S. 305–331.
- Giorgi A. Melikischvili: Die urartäische Sprache. Studia Pohl 7, Rom 1971.
- Gernot Wilhelm: Urartian. In: R. Woodard (Hrsg.): The Cambridge Encyclopedia of the World’s Ancient Languages. Cambridge 2004, ISBN 0-521-56256-2.
- Gernot Wilhelm: Hurrian. In: R. Woodard (Hrsg.): The Cambridge Encyclopedia of the World’s Ancient Languages. Cambridge 2004, ISBN 0-521-56256-2.

### Verwandtschaft mit anderen Sprachen
- Igor M. Diakonoff, Sergej A. Starostin: Hurro-Urartian as an Eastern Caucasian Language. Münchner Studien zur Sprachwissenschaft. Beiheft 12. München 1986.
- Walter Farber: Besprechung zu Diakonoff-Starostin 1986. In: Zeitschrift für Assyriologie und verwandte Gebiete. Band 78, Leipzig 1988
- Rieks Smeets: Besprechung zu Diakonoff-Starostin 1986. In: Bibliotheca Orientalis. Band 46, Leiden 1989.